# لاک‌پشت ستاره‌دار هندی
لاک‌پشت ستاره‌دار هندی (نام علمی: Geochelone elegans) نام یک گونه از تیره لاک‌پشت زمینی است.